# عبد الله بن عمر البيضاوي
عبد الله بن عمر البيضاوي، أحد علماء أهل السنة والجماعة، وهو فقيه وأصولي شافعي، ومتكلم ومحدث ومفسر ونحوي.

## اسمه ومولده
هو الإمام القاضي المفسر ناصر الدين أبو سعيد أو أبو الخير عبد الله بن أبي القاسم عمر بن محمد بن أبي الحسن علي البيضاوي الشيرازي الشافعي، ولد في المدينة البيضاء بفارس -وإليها نسبته- قرب شيراز، ولا تعلم سنة ولادته تحديدًا والغالب أن مولده أوائل القرن السابع الهجري.

## شيوخه
تتلمذ الإمام البيضاوي على جملة كبيرة من الشيوخ، منهم:
1- والده الإمام أبو القاسم عمر بن محمد بن علي البيضاوي، (ت: 675هـ) أخذ عنه الفقه على مذهب الشافعي، وكان من الأئمة وتولى القضاء بشيراز، ودرَّس وحدَّث وجمع بين العلم والتقوى، وقد تأثر به البيضاوي كثيرًا وكان يشير إلى أقواله في ثنايا كتبه.
2- الشيخ محمد بن محمد الكحتائي الصوفي، صحبه البيضاوي وأخذ عنه الطريق واقتدى به في الزهد والعبادة.
3- الشيخ شرف الدين عمر البوشكاني الزكي (ت: 680هـ)، كان من أكابر العلماء العاملين، علاَّمة في جملة من الفنون، كان الإمام البيضاوي عين تلامذته، ولما توفي رثاه البيضاوي بقصيدة طويلة كانت مكتوبة على مرقده.

## صفاته
كان الإمام البيضاوي إمامًا بارعًا مصنفًا، مبرزًا نظارًا خيرًا صالحًا متعبدًا، فقيهًا أصوليًا متكلمًا مفسرًا محدثًا أديبًا نحويًا مفتيًا قاضيًا، فريد عصره، ووحيد دهره، أثنى على علمه وفضله غير واحد، وهو قاضي قضاة شيراز وعالم أذربيجان ونواحيها. وتصدَّى سنين طويلة للفتيا والتدريس، برع في الفقه والأصول وجمع بين المعقول والمنقول، تكلم كل من الأئمة بالثناء على مصنفاته التي تشهد له برسوخ القدم وعلو الكعب وانتفع به الناس وبتصانيفه، وولي قضاء شيراز وقابل الأحكام الشرعية بالاحترام والاحتراز ثم صرف عن القضاء، فرحل إلى تبريز حتى توفي فيها.
ومن مواقفه ما أخبر به التاج السبكي في طبقاته: أنه لما صرف الإمام البيضاوي عن قضاء شيراز رحل إلى تبريز وصادف دخوله إليها مجلس درس. فجلس في أخرى ات القوم بحيث لم يعلم به أحد، فذكر المدرس نكتة زعم أن أحدًا من الحاضرين لا يقدر على جوابها وطلب من القوم حلها والجواب عنها فإن لم يقدروا فالحل فقط فإن لم يقدروا فإعادتها، فشرع البيضاوي في الجواب، فقال: لا أسمع حتى أعلم أنك فهمت فخيره بين إعادتها بلفظها أو معناها، فبهت المدرس، فقال: أعدها بلفظها، فأعادها ثم حلها وبيَّن أن في ترتيبه إياها خللا، ثم أجاب عنها وقابلها في الحال بمثلها ودعى المدرس إلى حلها فتعذر عليه ذلك، وكان الوزير حاضرًا، فأقامه من مجلسه وأدناه إلى جانبه وسأله من أنت؟ فأخبره أنه البيضاوي وأنه جاء في طلب القضاء بشيراز، فأكرمه وخلع عليه خلعة القضاء في يومه ورده مكرمًا بعد أن قضى له حاجته.

## تلاميذه
أخذ عن الإمام البيضاوي من لا يحصى كثرة من التلامذة، عرف منهم:
- الشيخ الإمام فخر الدين أبو المكارم أحمد بن الحسن الجاربردي (ت: 746هـ) شرح المنهاج في أصول الفقه لشيخه، وتصريف ابن الحاجب وله حواش مشهورة على الكشاف.
- الشيخ كمال الدين أبو القاسم عمر بن إلياس بن يونس المراغي أبو القاسم الصوفي (ولد عام 643هـ وتوفي بعد 732هـ)، قرأ عليه المنهاج والغاية القصوى والطوالع.
- الشيخ جمال الدين محمد بن أبي بكر بن محمد المقرئ، كان صاحب تصانيف فائقة.
- الشيخ روح الدين بن الشيخ جلال الدين الطيار.
- القاضي رزين الدين علي بن روزبها بن محمد الخنجي (ت: 707هـ)، كان عالما ورعًا صالحًا جمع بين المعقول والمنقول وصنف في الفروع والأصول وشرح كتاب الغاية القصوى لشيخه.
- القاضي روح الدين أبو المعالي (ت: 753هـ)، شرح كتاب الغاية القصوى كذلك.
- تاج الدين الهندي.

## مؤلفاته
امتاز الإمام البيضاوي بتصانيفه البديعة المشهورة والتي تنوعت فنونها، منها:
- التفسير المسمى بـ «أنوار التنزيل وأسرار التأويل». اشتهر وبهر وتلقاه العلماء بالقبول، وذاع ذكره في سائر الأقطار وسار مسير الشمس في رابعة النهار، واشتغل به العلماء إقراءً وتدريسًا وشرحًا، وظل يدرس بالأزهر وغيره من معاهد العلم قرونًا عديدة، وهو كتاب عظيم الشأن غني عن البيان لخص فيه من الكشاف ما يتعلق بالإعراب والمعاني والبيان، ومن التفسير الكبير ما يتعلق بالحكمة والكلام، ومن تفسير الراغب ما يتعلق بالاشتقاق وغوامض الحقائق ولطائف الإشارات، وضم إليه ما رواه زناد فكره من الوجوه المعقولة والتصرفات المقبولة، فكان تفسيره يحتوي فنونًا من العلم وعرة المسالك وأنواعًا من القواعد مختلفة الطرائق، ثم إن هذا الكتاب رزق من عند الله -سبحانه وتعالى- بحسن القبول عند جمهور الأفاضل والفحول فعكفوا عليه بالدرس والتحشية فمنهم من علق تعليقة على سورة منه، ومنهم من كتب على بعض مواضع منه، ومنهم من حشى تحشية تامة، ومن أوائلها حاشية أبي بكر بن الصائغ الحنبلي (ت: 714هـ) المسماة «الحسام الماضي وإيضاح غوامض القاضي» احتوت على علوم جمة وفوائد كثيرة، ومنها حاشية الشيخ محمد بن قرة منلا الخسرواني (ت: 785هـ) وهي من أحسن التعاليق وأرجحها، ومنها حاشية محمد بن محمد بن عبد الرحمن القاهري الشافعي بن إمام الكاملية (ت: 864هـ) وهي مطولة اشتهرت وتداولها الناس كتابة وقراءة، ومنها حاشية الشيخ الصديقي الخطيب الإمام العالم الفاضل الكازروني (ت:940 هـ) أورد فيها ما لا يحصى من الرقائق والحقائق، وقد طبعت مع التفسير في 5 أجزاء بطهران عام 1272هـ، ثم بمطبعة الميمنية عام1330هـ، وحاشية محمد بن مصلح الدين القوجوي الشهير بشيخ زاده (ت: 951هـ) وهي من أعظم الحواشي نفعًا وأكثرها فائدة وأسهلها عبارة كتبها على سبيل الإيضاح والبيان في 8 مجلدات ثم اختصرها بعد ذلك فعمت بركتها واستعملها العلماء وانتفع بها الطلاب، وقد طبعت في 3 مجلدات ببولاق عام 1263هـ باعتناء وضبط الشيخ قُطَّة العدوي، ومنها حاشية القاضي عبد الحكيم السيالكوتي (ت: 1067هـ) طبعت في القسطنطينية سنة 1271هـ، ومنها حاشية الشيخ شهاب الدين أحمد بن محمد الخفاجي المصري (ت: 1069هـ) المسماة «عناية القاضي وكفاية الراضي» جمع فيها لب الحواشي وأجاد وأفاد، وقد طبعت في 8 مجلدات بمطبعة بولاق عام 1283هـ، ومنها أيضًا حاشية إسماعيل بن محمد بن مصطفى القونوي -نسبة إلى قونوي في آسيا الصغرى- (ت: 1195هـ) وضعها بإيعاز السلطان العثماني عبد الحميد طبعت في 7 مجلدات بالقسطنطينية سنة 1286هـ. وقد اعتنى بطبع هذا التفسير العلامة فلايشر الألماني في لايبزك من عام 1844م إلى 1848م ووضع العلامة فل الألماني لهذه الطبعة فهارس مستوفية طبعت في لايبزك عام 1878م.
- منهاج الوصول إلى علم الأصول: في أصول الفقه، وهو مختصر مرتب على مقدمة وسبعة كتب. وقد أخذ كتابه من «الحاصل» للأرموي والذي أخذ مصنفه من «المحصول» للفخر الرازي، و«المحصول» استمداده من كتابين لا يكاد يخرج عنهما غالبًا أحدهما: «المستصفى» للغزالي والثاني: «المعتمد» لأبي الحسن البصري، والمنهاج متن مشهور، وقد اعتنى به العلماء، وعليه شروح كثيرة من أوائلها شرح الجاربردي تلميذ المصنف، وشرح الشيخ سراج الدين القرشي المخزومي (ت: 861هـ) وسمى شرحه «توضيح المبهم والمجهول في شرح منهاج الأصول» وشرحه الشيخ تاج الدين السبكي وسماه «الإبهاج شرح المنهاج»، ومن أشهرها شرح الإسنوي المسمى «نهاية السول»، وقد طبع هذا المتن بمطبعة كردستان عام 1326هـ مع مجموعة متون أصولية.
- طوالع الأنوار في أصول الدين. وهو متن متين، قال عنه السبكي: وهو أجل مختصر صنف في علم الكلام، وقد اعتنى العلماء به إقراء وتدريسًا وشرحًا، وكان من الكتب المعتمدة في تدريس علم الكلام بالجامع الأزهر مدة طويلة، وممن شرحه الشريف الفرغاني الشهير بالعبري (ت: 743هـ) ومن أشهر شروحه شرح شمس الدين أبي الثناء محمود بن عبد الرحمن الأصفهاني (674- 759هـ) المسمى «مطالع الأنظار شرح مطالع الأنوار» وقد طبع مع المتن بالمطبعة الخيرية بمصر عام 1331هـ.
- الغاية القصوى في دراية الفتوى على مذهب الشافعية. وقد شرحه الشريف الفرغاني (ت: 743هـ) كما شرحه الشيخ غياث الدين محمد بن محمد بن عبد الله بن محمد الواسطي المعروف بابن العاقولي الشافعي (ت: 796هـ) وقد طبع الكتاب في مجلدين بتحقيق: علي محيي الدين القرة داغي وطبع بدار الإصلاح.
- شرح المحصول في أصول الفقه للرازي.
- مرصاد الأفهام إلى مبادئ الأحكام وهو شرح لمختصر ابن الحاجب في الأصول.
- الإيضاح في أصول الدين، ولعله شرح لكتاب المصباح للمصنف.
- شرح التنبيه لأبي إسحاق الشيرازي في الفقه الشافعي في أربعة مجلدات.
- شرح المنتخب في أصول الفقه للإمام فخر الدين الرازي.
- لب اللباب في علم الإعراب وهو مختصر كافية ابن الحاجب، وهو منطو على فوائد جلية، شرحه مولانا محمد بن بير علي البيركلي (ت: 981هـ) وهو المعروف بامتحان الأذكياء، وله شروح أخرى. والكتاب مخطوط.
- مصباح الأرواح في الكلام، وقد شرحه القاضي عبيد الله بن محمد الفرغاني العبري. والكتاب مخطوط.
- منتهى المنى في شرح أسماء الله الحسنى.
- تحفة الأبرار في شرح مصابيح السنة للبغوي.
- رسالة في موضوعات العلوم وتعاريفها «مخطوط».
- نظام التواريخ، وهو عن تاريخ الدولة الفارسية وقد كتبه باللغة الفارسية، وهو مخطوط.
- تسبيع البردة، المسمى، - الكواكب الدرية تسبيع البردة البوصيرية في مدح خير البرية، وهو تسبيع للبردة المباركة، يبتدأ فيها.. (الله يعلم ما بالقلب من ألم... ومن غرام باحشاء ومن سقم.. الخ. الناشر دار الأنصار للطباعة والنشر والتوزيع، ميدان مولانا الإمام الحسين، القاهرة.

## وفاته
مات بتبريز في سنة 685 هـ الموافق عام 1292م وقيل: سنة 691 هـ وأما قول الشهاب الخفاجي في حاشية التفسير: إنه توفي سنة 719 هـ، فمما لا يعول عليه، وقد أوصى للقطب الشيرازي أن يدفن بجانبه، فدفن في «خرانداب» بتبريز بجانب الشيرازي.